# Leptogaster odostata
Leptogaster odostata là một loài ruồi trong họ Asilidae. Leptogaster odostata được Oldroyd miêu tả năm 1960. Loài này phân bố ở vùng nhiệt đới châu Phi.